# 尼科尔斯基 (阿拉斯加州)
尼科爾斯基（英語：Nikolski）是位於美國阿拉斯加州西阿留申人口普查區的一個非建制地區和人口普查指定地區。根據2010年美國人口普查，該地共人口18人，而該地的面積約為344.00平方千米。

## 地理
尼科爾斯基的座標為52°56′29″N 168°51′39″W / 52.94139°N 168.86083°W，而該地的平均海拔高度為23米（即76英尺）。